# Scen nr: 6882 ur mitt liv
Scen nr: 6882 ur mitt liv är en svensk dramafilm i kortfilmsformat från 2005, regisserad av Ruben Östlund.
Filmen handlar om Martin som en midsommarafton bestämmer sig för att hoppa från en bro. Förväntansfull beger han sig dit tillsammans med några vänner. Filmen producerades av Erik Hemmendorff, fotades av Östlund och spelades in i Smögen, Kungshamn och på Fotö efter ett manus av Hemmendorff och Östlund. Den premiärvisades 2 februari 2005 på Göteborgs filmfestival.
Scen nr: 6882 ur mitt liv vann juryns specialpris vid en filmfestival i Hamburg 2006 och nominerades samma år till en Guldbagge för bästa kortfilm.

## Rollista
- Anette Andersson
- Ingela Borgström
- Martin Byström
- Elin Gradin
- Mats Lekander
- Gunnar Nyström
- Martin Zetterlund